# آی‌ای‌آر ۲۷
آی‌ای‌آر ۲۷ (به انگلیسی: IAR 27) یک هواپیمای ساختِ کارخانهٔ ایندوستریا آئروناتیکا رومانا در کشور رومانی است. این هواپیما در ۱۹۳۷ میلادی نخستین پرواز خود را انجام داد.